# 鶴羽樹
鶴羽 樹（つるは たつる、1942年2月11日 - ）は、日本の実業家。ツルハ創業家3代目で、ツルハホールディングス代表取締役社長を経て、同社取締役会長。ツルハ代表取締役社長の鶴羽順は次男。

## 人物・経歴
1960年大阪商業大学商経学部入学。1964年に卒業し、電子部品商社の大都商事（現・ダイトロン）入社。1976年クスリのツルハコントロールセンター（現・ツルハ）入社。1978年取締役に昇格。1994年専務取締役。1996年代表取締役専務。1997年から代表取締役社長を務め、2005年には持株会社として改組したツルハホールディングスの代表取締役社長に就任。積極的なM&Aを進め、売上高5000億円が軌道に乗った2014年に、ツルハホールディングス代表取締役会長及びツルハ代表取締役会長に退いた。2018年ツルハホールディングス取締役会長。